# جون أشر
جون أشر (بالإنجليزية: John Ussher F.R.G.S)‏ رحالة بريطاني، (زميل الجمعية الجغرافية الملكية:Fellow of the Royal Geographical Society) ومقرها في لندن، في صيف عام 1864م، قام برحلة طويلة إلى موقع الآثار الإيرانية المعروف باسم برسبوليس، أو تخت جمشيد، القريب من شيراز. وزار في رحلته أوروبا ومناطق داغستان و جورجيا و أرمينية و بلغراد و أوديسة و ديار بكر و حلب و نصيبين و زاخو، و الموصل و بغداد و كربلاء و النجف وآثار بابل في الحلة وزار الطائفة اليزيدية وغيرها إضافة إلى إيران.
طبعت ونشر ت رحلته في لندن سنة 1865م، باللغة الإنجليزية تحت عنوان : (رحلة من لندن إلى برسبوليس: بما في ذلك التجوال في داغستان، جورجيا، أرمينية، كردستان، وبلاد فارس.
A Journey From London To Persepolis: Including Wanderings In Daghestan, Georgia, Armenia, Kurdistan, Mesopotami, And
Persia).
ثم ترجمت جزء من رحلته وهو الجزء الخاص بالعراق إلى العربية من قبل جعفر خياط ونشرتها مجلة سومر عام 1965م، تحت عنوان: مشاهدات جون أشر في العراق.